# Мадзароглу, Никос
Никос Мадзароглу (греч. Νίκος Μαντζάρογλου; 1910, Дрезден — 13 апреля 1950, Афины), также известный как Никита Мадьяроглу (нем. Nikita Madjaroglou) — игрок в настольный теннис, выступавший за Грецию и Германию.

## Биография
Родился в Греции, но до 1934 года проживал в Дрездене. Несмотря на греческое гражданство, ему было разрешено играть в чемпионате Германии и выступать в германских командах, и в 1930—1933 годах он занимал первую строчку в рейтинге германских игроков. В 1931 году на первом чемпионате Германии он стал чемпионом в одиночном и парном разрядах, в следующем году вновь победил в одиночном разряде. Так как Греция тогда ещё не входила в ITTF, то на чемпионатах мира он выступал вместе с германской сборной, однако в личных соревнованиях всегда участвовал как представитель Греции. В 1931 году он завоевал бронзовую медаль чемпионата мира в одиночном разряде, а на чемпионате мира 1933 года стал обладателем бронзовой медали в соревнованиях смешанных пар.
После прихода к власти национал-социалистов лица без германского гражданства не могли больше принимать участия в составе германских сборных, и Мадзароглу покинул Германию, переехав в Афины. В 1950 году он попал в ДТП и, несмотря на срочно проведённую операцию, скончался.